# Arriate
Arriate er en by og kommune i det sydlige Spanien i provinsen Málaga. Den har et indbyggertal på 4.073 (2024) indbyggere.